# Zgrada stare škole u Poljanici Bistranskoj
Zgrada stare škole, građevina u mjestu Poljanica Bistranska, općini Bistra, zaštićeno kulturno dobro.

## Opis
Zgrada stare škole smještena je u povišenom rubnom dijelu naselja na izduljenoj parceli na kojoj je bio uređen voćnjak s bunarom. Jednokatna građevina pravokutnog tlocrta sa središnjim dvorišnim rizalitom ima dvostrešni krov pokriven crijepom, a zidana je kamenom i opekom te ožbukana. U sjevernom dijelu formiran je podrum svođen pruskim svodom dok ostatak zgrade ima stropnu međukatnu konstrukciju s drvenim grednicima. Prostorije su organizirane oko središnjeg stubišta postavljenog centralno, duljom osi građevine. Karakteristike oblikovanja pročelja su razlike u završnoj obradi žbuke uz primjenu lučnih elemenata od opeke iznad prozora, a dekorativan je detalj drvene strehe. Iznad nekadašnjeg, danas zazidanog glavnog ulaza sačuvan je natpis u žbuci "Pučka škola" te naknadno postavljen drugi natpis "Narodna škola" koji svjedoče o nekadašnjoj namjeni, budući da je škola s vremenom u cijelosti prenamijenjena za stanovanje.

## Zaštita
Pod oznakom Z-6513 zaveden je kao nepokretno kulturno dobro - pojedinačno, pravna statusa zaštićena kulturnog dobra, klasificirano kao "sakralna graditeljska baština".